# Lilli Carati
Lilli Carati, pseudonimo di Ileana Caravati (Varese, 23 settembre 1956 – Besano, 21 ottobre 2014), è stata un'attrice italiana.
Divenne nota soprattutto come interprete di film del cinema di genere, e fu considerata un sex symbol negli anni settanta e ottanta.

## Biografia

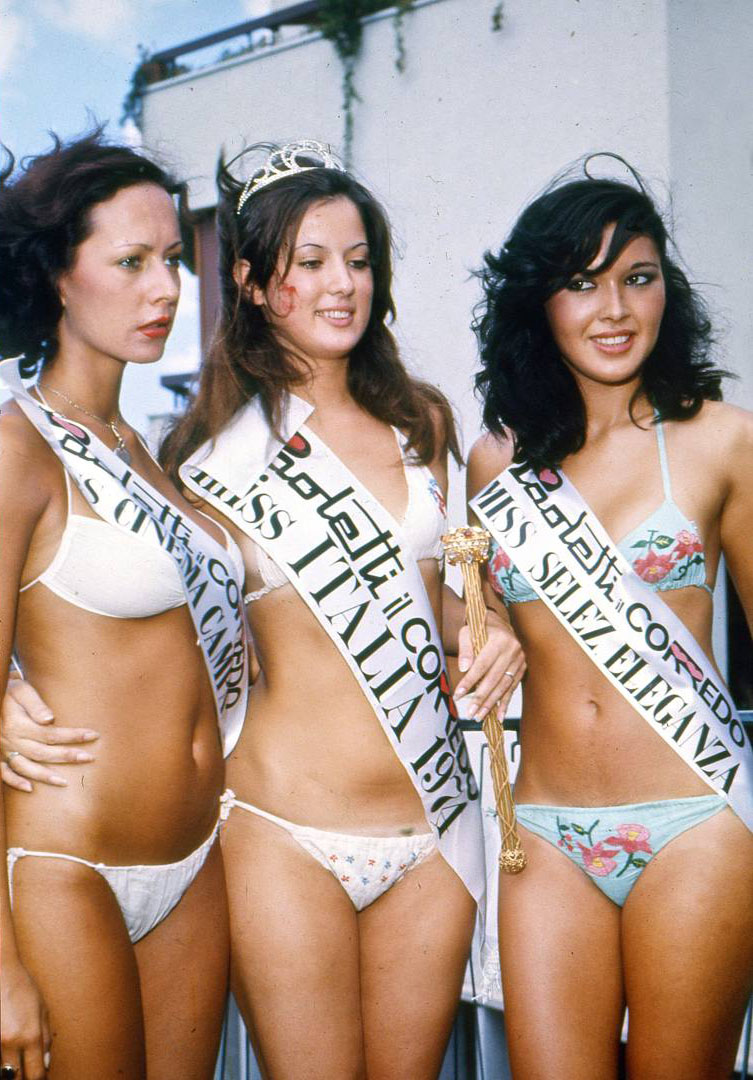
Lilli Carati (a destra) con la fascia di Miss Eleganza Lombardia a Miss Italia 1974

### Inizi
Nata in una famiglia di commercianti di abiti, studiò in un liceo linguistico in Svizzera e in seguito frequentò una scuola per indossatrici a Milano. Dopo aver vinto il titolo di Miss Eleganza Lombardia ad una sfilata, partecipò al concorso di Miss Italia 1974 dove si classificò al secondo posto e venne scritturata dalla Vides Cinematografica di Franco Cristaldi.

### Il successo
Il suo primo film fu Di che segno sei? (1975) di Sergio Corbucci, in cui recitò a fianco di Adriano Celentano e Mariangela Melato. Legò il suo nome a molte pellicole di successo del filone della commedia sexy, in voga in quel periodo, senza trascurare altri generi cinematografici, spaziando dal comico al drammatico, dal poliziottesco all'exploitation.
Avere vent'anni, del 1978, diretto da Fernando Di Leo, di cui è protagonista insieme a Gloria Guida, è considerato un film di culto, nonostante l'insuccesso nelle sale alla sua uscita. Tra i suoi film più importanti c'è senza dubbio Il corpo della ragassa di Pasquale Festa Campanile, uscito nel 1979 e tratto dall'omonimo romanzo di Gianni Brera, interpretato a fianco di Enrico Maria Salerno e Renzo Montagnani, che ebbe un discreto successo di pubblico, pur non convincendo completamente la critica. L'anno seguente fu nuovamente diretta da Festa Campanile nella commedia di successo Qua la mano, in cui fu affiancata ancora da Adriano Celentano.
Risale a questo periodo il ricorso di Lilli Carati all'uso di droghe, prima di cocaina e poi di eroina, che la emarginò progressivamente dalle scene. Nel 1981 fece una controversa apparizione nel programma televisivo di Rete 1 TG l'una, in evidente stato di alterazione. I numerosi servizi fotografici, su testate erotiche, come Playmen e Albo Blitz, ne mantennero, però, alta la popolarità. Nel giugno 1981 ebbe un drammatico incidente d'auto nei pressi di Arona che la costrinse ad un lungo periodo di inattività.
Fece ritorno sulle scene dopo tre anni, con una piccola parte nella commedia Magic Moments, diretta da Luciano Odorisio. Tra il 1985 e il 1986 Lilli Carati interpretò quattro film erotici per la regia di Joe D'Amato: L'alcova, Il piacere, Lussuria e Voglia di guardare. Doveva prendere parte come protagonista anche ad un quinto film erotico diretto da D'Amato, La monaca nel peccato, ma il regista le preferì all'ultimo momento l'allora esordiente Eva Grimaldi.

### Il declino

Gianni Brera e Lilli Carati alla presentazione del film Il corpo della ragassa di Pasquale Festa Campanile, nel 1979

Dopo un film soft-core intitolato Lilli Carati's Dream di Giorgio Grand (1987), l'attrice passò al genere porno, interpretando in tutto cinque pellicole, quattro dirette dallo stesso Grand, girati tra il 1987 e il 1988, in cui lavorò anche un Rocco Siffredi all'inizio della sua carriera, e l'ultima nel 1989, negli Stati Uniti d'America, per la regia di Alex de Renzy e Henri Pachard. Realizzò anche numerosi servizi fotografici hardcore per la rivista Le Ore.
Lilli Carati dichiarò in seguito che la sua scelta di entrare nel mondo della pornografia era dovuta al bisogno di denaro per procurarsi sostanze stupefacenti. L'abuso di droghe le provocò un precoce declino artistico e fisico e anche problemi giudiziari. Nel maggio del 1988 fu infatti arrestata a Mesenzana per detenzione di 4 grammi di eroina e incarcerata. Restò per tre giorni in prigione, dove tentò il suicidio tagliandosi le vene dei polsi, e venne rilasciata dopo che il magistrato accolse l'istanza di libertà provvisoria. Convinta da alcuni amici, decise di farsi ricoverare nella clinica neurologica dell'Università di Genova alla fine di luglio, ma poche ore dopo il suo arrivo scappò e si recò a Savona. Fu trovata dagli agenti della Squadra mobile in un vicolo nell'atto di drogarsi, venne arrestata nuovamente e rimandata con foglio di via nella sua residenza in provincia di Varese.
Mise in atto un secondo tentativo di suicidio nel maggio del 1989, quando si lanciò dalla finestra, posta al terzo piano, della camera da letto di casa dei suoi genitori, in preda a una forte depressione per il fallimento dei suoi tentativi di disintossicarsi. I tre mesi di immobilità che seguirono alla caduta, in cui riportò la frattura di tre vertebre, contribuirono gradualmente alla sua rinascita personale. Decisiva fu la scelta di entrare nella comunità Saman: trascorse un anno e mezzo nella sede di Lenzi, una frazione di Valderice in provincia di Trapani, poi seguì un programma semi-residenziale in Puglia e infine si trasferì in una delle case dell'associazione in provincia di Novara. Nel gennaio del 1993, mentre si trovava in comunità, venne condannata per i fatti del 1988 a cinque mesi di reclusione con l'accusa di concorso in detenzione di stupefacenti.
Lilli Carati raccontò la sua vita, in particolare gli eventi che l'avevano portata alla tossicodipendenza e il successivo percorso di disintossicazione, nel documentario Lilli - Una vita da eroina, realizzato dalla regista televisiva Rony Daopoulos quando l'attrice risiedeva ancora nella comunità Saman di Lenzi e poi andato in onda all'interno del programma Storie vere di Rai Tre il 25 febbraio 1994. Rievocò i tentativi di suicidio e il suo percorso di recupero anche come ospite del programma Ricominciare, condotto da Alda D'Eusanio su Rai Due, nella puntata del 9 luglio 2008.
Tornò ancora in televisione nel programma Stracult, nel settembre del 2008, intervistata da Marco Giusti. Tra gli altri programmi televisivi, a cui prese parte tra il 2008 e il 2009, ci sono La vita in diretta, Italia allo specchio e Crispy News. Nel 2011 sarebbe dovuta tornare su un set cinematografico, dopo ben 24 anni, come protagonista del film thriller di Luigi Pastore La fiaba di Dorian, ma le venne diagnosticato un tumore al cervello. Fu perciò costretta a rinunciare alla parte dopo avere girato solo il teaser del film per sottoporsi a numerose operazioni chirurgiche, che parevano inizialmente aver sortito effetti positivi.
La malattia, però, ebbe infine il sopravvento e Lilli Carati morì in una struttura sanitaria di Besano il 21 ottobre 2014, all'età di 58 anni. I funerali si svolsero il giorno dopo nella chiesa di San Paolo apostolo a Induno Olona; cremata, le ceneri sono custodite nella tomba di famiglia nel cimitero di Induno Olona. Il materiale girato dall'attrice per il film di Pastore venne riutilizzato da quest'ultimo per la sequenza iniziale del lungometraggio del 2015 Violent Shit: The Movie, dedicato alla sua memoria.

## Filmografia

Alvaro Vitali e Lilli Carati in La professoressa di scienze naturali (1976) di Michele Massimo Tarantini

Gloria Guida, Leopoldo Mastelloni e Lilli Carati in Avere vent'anni (1978) di Fernando Di Leo

Lilli Carati e Enrico Maria Salerno in Il corpo della ragassa (1979) di Pasquale Festa Campanile

Lilli Carati con Laura Gemser in Il piacere (1985) di Joe D'Amato

### Filmografia tradizionale
- Aria, episodio di Di che segno sei?, regia di Sergio Corbucci – accreditata come Ileana Carati (1975)
- La professoressa di scienze naturali, regia di Michele Massimo Tarantini (1976)
- Squadra antifurto, regia di Bruno Corbucci (1976)
- La compagna di banco, regia di Mariano Laurenti (1977)
- Poliziotto sprint, regia di Stelvio Massi (1977)
- L'avvocato della mala, regia di Alberto Marras (1977)
- La fine del mondo nel nostro solito letto in una notte piena di pioggia, regia di Lina Wertmüller (1978)
- Candido erotico, regia di Claudio De Molinis (1978)
- Avere vent'anni, regia di Fernando Di Leo (1978)
- Le evase - Storie di sesso e di violenze, regia di Giovanni Brusatori (come Conrad Brueghel) (1978)
- Il corpo della ragassa, regia di Pasquale Festa Campanile (1979)
- Senza buccia, regia di Marcello Aliprandi (1979)
- Il prete ballerino, episodio di Qua la mano, regia di Pasquale Festa Campanile (1980)
- Buitres sobre la ciudad, regia di Gianni Siragusa (1980)
- Il marito in vacanza, regia di Maurizio Lucidi (1981)
- Habibi, amor mio, regia di Luis Gomez Valdivieso (1981)
- C'è un fantasma nel mio letto, regia di Claudio De Molinis (1981)
- Magic Moments, regia di Luciano Odorisio (1984)
- L'alcova, regia di Joe D'Amato (1985)
- Il piacere, regia di Joe D'Amato (1985)
- Voglia di guardare, regia di Joe D'Amato (1986)
- Lussuria, regia di Joe D'Amato (1986)
- Lilli Carati's Dream, regia di Giorgio Grand – se stessa (1987)
- Lilli - Una vita da eroina, regia di Rony Daopoulos – documentario (1994)
- Latin Surprise, regia di Nicola Scorza – documentario (2008)
- Violent Shit: The Movie, regia di Luigi Pastore – immagini d'archivio (2015)

### Filmografia pornografica
- Una moglie molto infedele, regia di Giorgio Grand (1988)
- Il vizio preferito di mia moglie, regia di Giorgio Grand (1988)
- Una ragazza molto viziosa, regia di Giorgio Grand (1988)
- Una scatenata moglie insaziabile, regia di Giorgio Grand (1988)
- Le superscatenate (The Whore), regia di Alex de Renzy e Henri Pachard (1989)

## Doppiatrici
- Vittoria Febbi in La professoressa di scienze naturali, Candido erotico, Il corpo della ragassa, Qua la mano, C'è un fantasma nel mio letto
- Serena Verdirosi in Di che segno sei?, Poliziotto sprint, Avere vent'anni, L'avvocato della mala
- Rossella Izzo in Squadra antifurto, Le evase - Storie di sesso e di violenze
- Micaela Esdra in La compagna di banco
- Lorenza Biella in Senza buccia
- Melina Martello in Il marito in vacanza
- Aurora Cancian in L'alcova